# Dario Marcolin
Dario Gaspare Marcolin (Brescia, 28 ottobre 1971) è un allenatore di calcio, ex calciatore ed ex giocatore di calcio a 5 italiano, di ruolo centrocampista.

## Caratteristiche tecniche

### Giocatore
È stato un centrocampista centrale per lo più impiegato nel ruolo di regista o come incontrista, ruolo in cui sopperiva a una certa lentezza con una buona visione di gioco.

### Allenatore
Predilige il modulo 4-2-3-1, che ha avuto modo di studiare come vice di Mario Somma nel Brescia.

## Carriera

### Giocatore

#### Club
Cresciuto nella squadra G.S. Epas, squadra dilettantistica bresciana, ha esordito in Serie A all'età di 18 anni, nella stagione 1989-1990, vestendo la maglia della Cremonese: in quella stagione, culminata con la retrocessione in Serie B colleziona 4 presenze e un gol, contro l'Udinese.

Marcolin in azione con la maglia della Cremonese

Dopo altre due stagioni da titolare con i grigiorossi (una in Serie B e un'altra in Serie A), nella stagione calcistica 1992-1993 si lega alla Lazio, che lo acquista per 5 miliardi di lire. In biancoceleste trova inizialmente poco spazio, e nel mercato autunnale del 1993 si trasferisce in prestito al Cagliari. Nella stagione successiva è ancora in prestito, questa volta al Genoa, con cui retrocede in Serie B dopo lo spareggio con il Padova fallendo uno dei rigori che decidono la partita.
Rientrato alla Lazio, vi rimane fino al gennaio 1999, sempre come rincalzo, conquistando una Coppa Italia e una Supercoppa italiana, entrambe nel 1998. Nel gennaio 1999, mai impiegato in campionato, si trasferisce in Inghilterra nelle file dei Blackburn con scarsa fortuna (10 presenze e una rete), e a fine stagione torna alla Lazio, senza tuttavia giocare nemmeno una partita di campionato. Dal 2000 al 2002 gioca nella Sampdoria, in Serie B, guadagnandosi il posto da titolare a centrocampo e i galloni di capitano della formazione blucerchiata. Nel 2002 torna in Serie A nel Piacenza, nell'ambito del passaggio di Stefano Sacchetti ai blucerchiati; impiegato come riserva di Enzo Maresca, non convince, e a gennaio passa al Napoli in cambio di Claudio Ferrarese. Sotto il Vesuvio gioca per due campionati, ottenendo altrettante salvezze e assumendo anche i gradi di capitano.
Il fallimento della squadra partenopea nel 2004, lo fa ritrovare svincolato e chiude la carriera nel Palazzolo in Serie C2. La stagione seguente si cimenta nel calcio a 5 firmando con il Torrino, in Serie A2; al termine del campionato si ritira definitivamente.

#### Nazionale
Ha fatto parte a livello giovanile della Nazionale di calcio dell'Italia Under-21, in cui ha esordito nel 1991 insieme al compagno di squadra Mauro Bonomi. Con gli Azzurrini vince il Campionato europeo di calcio Under-21 1992 e partecipa ai Giochi Olimpici di Barcellona. Partecipa inoltre al successivo biennio, culminato con la vittoria nel Campionato europeo di calcio Under-21 1994, indossando la fascia di capitano, chiudendo la sua esperienza in nazionale con 32 presenze complessive tra Under 21 e Nazionale Olimpica. Durante la breve esperienza nel calcio a 5 è stato utilizzato in una occasione dal Commissario tecnico della Nazionale di calcio a 5 dell'Italia Alessandro Nuccorini, esordendo il 26 ottobre 2005 nell'incontro amichevole pareggiato per 4-4 contro il Paraguay.

### Allenatore
Il 23 giugno 2006 è stato vice allenatore del Brescia prima di Mario Somma e successivamente di Serse Cosmi.
Collaboratore tecnico di Roberto Mancini all'Inter nel vittorioso campionato 2008, il 19 giugno 2008 viene ufficializzato il tesseramento come allenatore del Monza, da cui viene esonerato il successivo 22 dicembre. Il suo ex compagno di squadra Siniša Mihajlović, ingaggiato come tecnico dal Catania l'8 dicembre 2009, lo ha scelto come vice-allenatore degli etnei e, dopo il trasferimento dello stesso serbo alla Fiorentina il 3 giugno 2010, è divenuto nuovamente il suo vice nel club viola. Dopo l'esonero di Mihajlović il 7 novembre 2011 dalla panchina viola, anche lui viene sollevato dall'incarico.
Il 12 luglio 2012 assume l'incarico di allenatore del Modena, in sostituzione di Cristiano Bergodi. Viene esonerato dall'incarico il 20 marzo successivo.
Il 3 luglio 2013 Marcolin diventa il nuovo tecnico del Padova, subentrando a Fulvio Pea, voluto dal direttore sportivo Alessio Secco che lo aveva ingaggiato a Modena. Il 28 settembre, dopo la sconfitta per (3-1) con il Modena, viene esonerato. Nell'esperienza veneta raccoglie solo un punto nelle prime sei giornate.
Il 3 gennaio 2015 assume la conduzione tecnica del Catania riuscendo a salvarlo grazie al 15º posto nel campionato di Serie B. In estate il Catania però finisce in Lega Pro per lo scandalo dei treni del gol dove sono coinvolti solo i dirigenti del Catania. Il 16 luglio Marcolin viene sostituito da Giuseppe Pancaro; il 4 agosto viene ufficializzato la risoluzione consensuale.
Il 22 marzo 2016 torna in panchina, ancora una volta in Serie B, andando a sostituire Attilio Tesser sulla panchina dell'Avellino. La sua esperienza in Irpinia ha vita breve: un solo punto conquistato in cinque partite lo conduce all'esonero il 20 aprile, quando la società biancoverde decide di richiamare Attilio Tesser.

### Dopo il ritiro
Subito dopo il ritiro Marcolin ricoprì occasionalmente il ruolo di opinionista per la rete televisiva LA7. Nel 2014 diventa commentatore sportivo per Sky Sport. Dall'agosto 2018 è commentatore tecnico e opinionista per DAZN.
Dal febbraio 2025, è allenatore del club italiano Boomers FC di Kings League Italy, squadra presieduta da Fedez.

## Statistiche

### Statistiche da allenatore
Statistiche aggiornate al 2 dicembre 2017.
| Stagione        | Squadra         | Campionato      | Campionato | Campionato | Campionato | Campionato | Coppe nazionali | Coppe nazionali | Coppe nazionali | Coppe nazionali | Coppe nazionali | Coppe continentali | Coppe continentali | Coppe continentali | Coppe continentali | Coppe continentali | Altre coppe | Altre coppe | Altre coppe | Altre coppe | Altre coppe | Totale | Totale | Totale | Totale | % Vittorie | Piazzamento |
| Stagione        | Squadra         | Comp            | G          | V          | N          | P          | Comp            | G               | V               | N               | P               | Comp               | G                  | V                  | N                  | P                  | Comp        | G           | V           | N           | P           | G      | V      | N      | P      | %          | Piazzamento |
| --------------- | --------------- | --------------- | ---------- | ---------- | ---------- | ---------- | --------------- | --------------- | --------------- | --------------- | --------------- | ------------------ | ------------------ | ------------------ | ------------------ | ------------------ | ----------- | ----------- | ----------- | ----------- | ----------- | ------ | ------ | ------ | ------ | ---------- | ----------- |
| lug.-dic. 2008  | Monza           | 1D              | 17         | 4          | 7          | 6          | CI+CI-LP        | 2+4             | 0+2             | 1+2             | 1+0             | -                  | -                  | -                  | -                  | -                  | -           | -           | -           | -           | -           | 23     | 6      | 10     | 7      | 26,09      | Eson.       |
| 2012-mar. 2013  | Modena          | B               | 32         | 11         | 10         | 11         | CI              | 2               | 1               | 0               | 1               | -                  | -                  | -                  | -                  | -                  | -           | -           | -           | -           | -           | 34     | 12     | 10     | 12     | 35,29      | Eson.       |
| lug.-set. 2013  | Padova          | B               | 7          | 0          | 2          | 5          | CI              | 2               | 1               | 0               | 1               | -                  | -                  | -                  | -                  | -                  | -           | -           | -           | -           | -           | 9      | 1      | 2      | 6      | 11,11      | Eson.       |
| gen.-lug. 2015  | Catania         | B               | 21         | 7          | 7          | 7          | CI              | -               | -               | -               | -               | -                  | -                  | -                  | -                  | -                  | -           | -           | -           | -           | -           | 21     | 7      | 7      | 7      | 33,33      | Sub., 15º   |
| mar.-apr. 2016  | Avellino        | B               | 5          | 0          | 1          | 4          | CI              | -               | -               | -               | -               | -                  | -                  | -                  | -                  | -                  | -           | -           | -           | -           | -           | 5      | 0      | 1      | 4      | &0,00      | Eson.       |
| Totale carriera | Totale carriera | Totale carriera | 82         | 22         | 27         | 33         |                 | 10              | 4               | 3               | 3               |                    | -                  | -                  | -                  | -                  |             | -           | -           | -           | -           | 92     | 26     | 30     | 36     | 28,26      |             |

## Palmarès

### Calcio

#### Giocatore

##### Club

###### Competizioni nazionali
- Coppa Italia: 2

Lazio: 1997-1998, 1999-2000
- Supercoppa italiana: 2

Lazio: 1998, 2000
- Campionato italiano: 1

Lazio: 1999-2000

###### Competizioni internazionali
- Coppa delle Coppe: 1

Lazio: 1998-1999
- Supercoppa UEFA: 1

Lazio: 1999

##### Nazionale
- Campionato europeo di calcio Under-21: 2

1992, 1994